# 中華民國童軍
中華民國童軍，創立於1912年，全名為中華民國童軍總會，為中華民國的童軍組織。該組織創立時，原稱中國童子軍；2009年6月7日，經會員代表大會通過而改為現名。

## 歷史

### 大陸時期

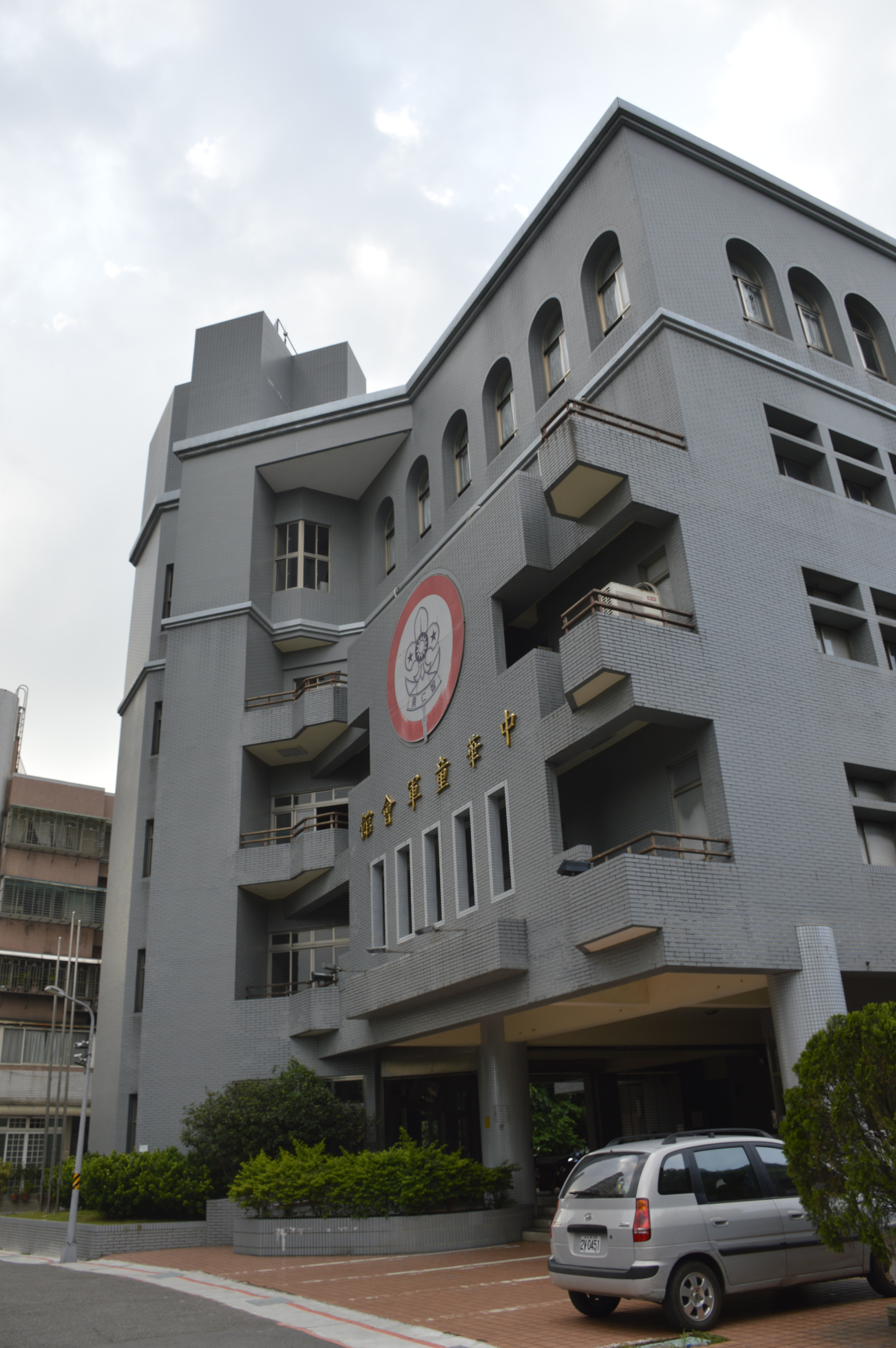
位於臺北市中山區的中華童軍會館，為中華民國童軍總會總部。

1912年2月25日，隨著中華民國的誕生，嚴家麟於武昌文華書院成立中國第一個童軍團，使得童軍運動快速推廣至整個中國。
1913年，上海華童公學校長康普（Kemp）舉辦童子軍教育會議，會中決定採用「中華童子軍」之名稱，並成立「上海中華童子軍協會」推廣童軍運動。
1915年，第二屆遠東區運動會在上海舉行，運動會期間有多達300位的童軍成員參與運動會之服務，負責維持會場秩序、協助辦理場務，同時表演童軍操法、救護、旗語、炊事等各項技能，讓各地人士認同童軍教育的重要，並決定組織「中華全國童子軍協會」。
1928年6月20日，國民黨設立「中國國民黨童子軍司令部」，委派張忠仁為司令。
1929年9月14日，教育部規定在初級中學設置「黨童子軍」課程。
1930年1月10日，成立「中國童子軍司令部」，由何應欽出任司令。
1930年4月18日，於南京市小營操場舉辦第一次全國大檢閱及大露營。
1932年4月14日，國民黨中常會通過「組織中國童子軍總會案」，並在1932年6月27日成立中國童子軍總會籌備處。
1934年，在張忠仁的提議下，「中國童子軍總會」正式成立於南京，並於1937年12月成為世界童軍運動組織的一員，與各國童軍運動相互交流聯繫。
從中國童子軍總會成立到1941年為止，總會員數達到57萬人。
1942年2月25日，在重慶廣播大廈舉辦「中國童子軍創始三十週年紀念暨確認嚴家麟先生為中國童子軍創始人榮典」。

### 臺灣時期

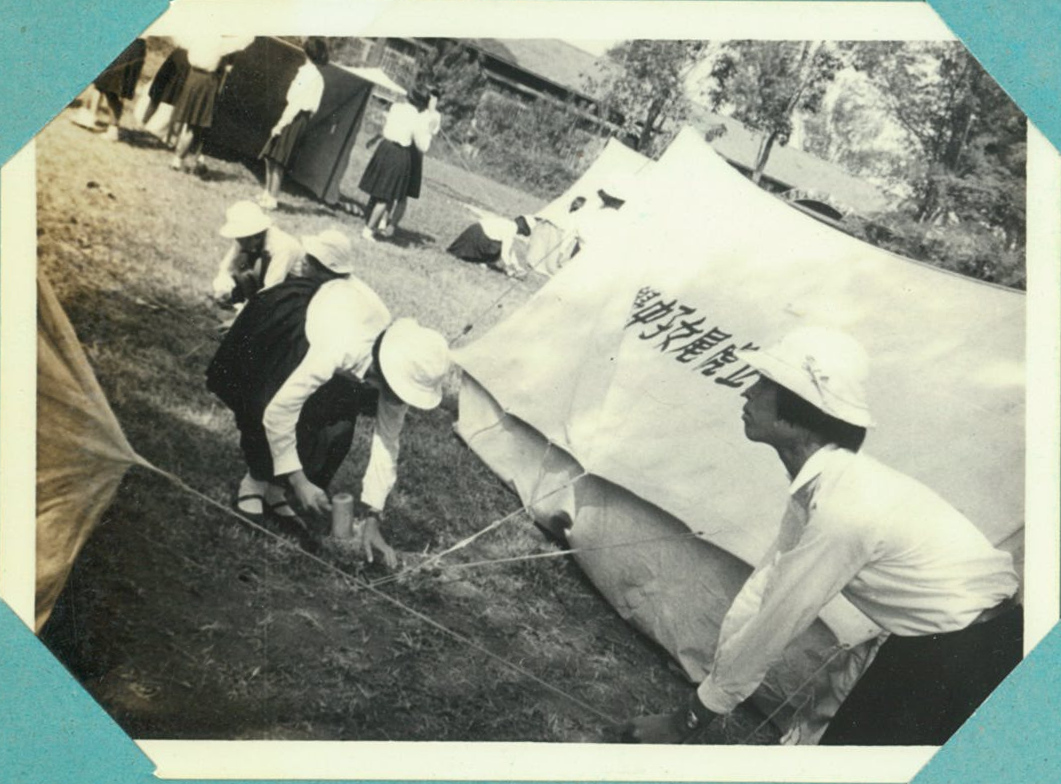
20世紀中後期虎尾女中女童子軍訓練活動。

1974年，鄧傳楷從世界童軍委員會獲得銅狼獎（世界童軍運動組織唯一榮譽獎章），以表彰他在世界童軍運動異常優越的服務表現。另外1976年謝又華、1982年陳忠信、1987年高銘輝博士、1990年崔德禮、1995年劉熾雲、1996年吳水雲、2003年趙守博也獲得此獎，中華民國童軍共有8人曾獲得銅狼獎。
1993年11月1日至11月3日，中國童子軍於臺北市主辦第23屆亞太童軍委員會會議。
2004年，於花蓮縣舉辦第12次世界羅浮童軍大會。
2008年6月1日，第22屆第2次會員代表大會會議通過將「童子軍」修正為「童軍」，「中國童子軍」修正為「中華童軍」。
2009年6月7日，第22屆第3次會員代表大會通過改為現名以及修改諾言，並將《中國童子軍歌》修改成《中華民國童軍歌》和歌詞修正。

## 階段與計畫
目前中華民國童軍所開設的童軍階段總共為5個。
稚齡童軍為6至8歲的童軍年齡階段，大約對應中華民國教育中的國民小學一至二年級；其進程分別為地球、星星、月亮、太陽四級。
幼童軍為8至12歲的童軍年齡階段，大約對應臺灣教育中的國民小學三至六年級；其進程分別為羚羊、狼、鹿、豹四級。
童軍為11至15歲的童軍年齡階段，大約對應臺灣教育中的國民小學五年級至國民中學階段；其進程為初級、中級、高級與獅級四級。
行義童軍為14至19歲的童軍年齡階段，大約對應臺灣教育中的國民中學二年級至高級中學階段；其進程為高級、獅級、長城與國花共四級，其中高級、獅級兩級童軍與童軍階段重疊；國花童軍為19歲以下青少年所能取得的最高進程。
羅浮童軍為17至26歲的童軍年齡階段，大約對應臺灣教育中高級中學三年級至大專院校階段；其進程為見習、授銜與服務三級。
除了正規童軍團之外，目前正積極推動海童軍的發展。

## 組織規劃
中華民國童軍的最高首長稱為會長，為榮譽性質，由中華民國總統兼任。實際執行中華民國童軍運作的最高首長稱為理事長，由會員代表大會選出的理事會成員經選舉產生。

### 委員會和相關機構
目前中華民國童軍總會底下共有五組且設有國家研習營與13個委員會和2個獨立機構，負責處理童軍相關事務：

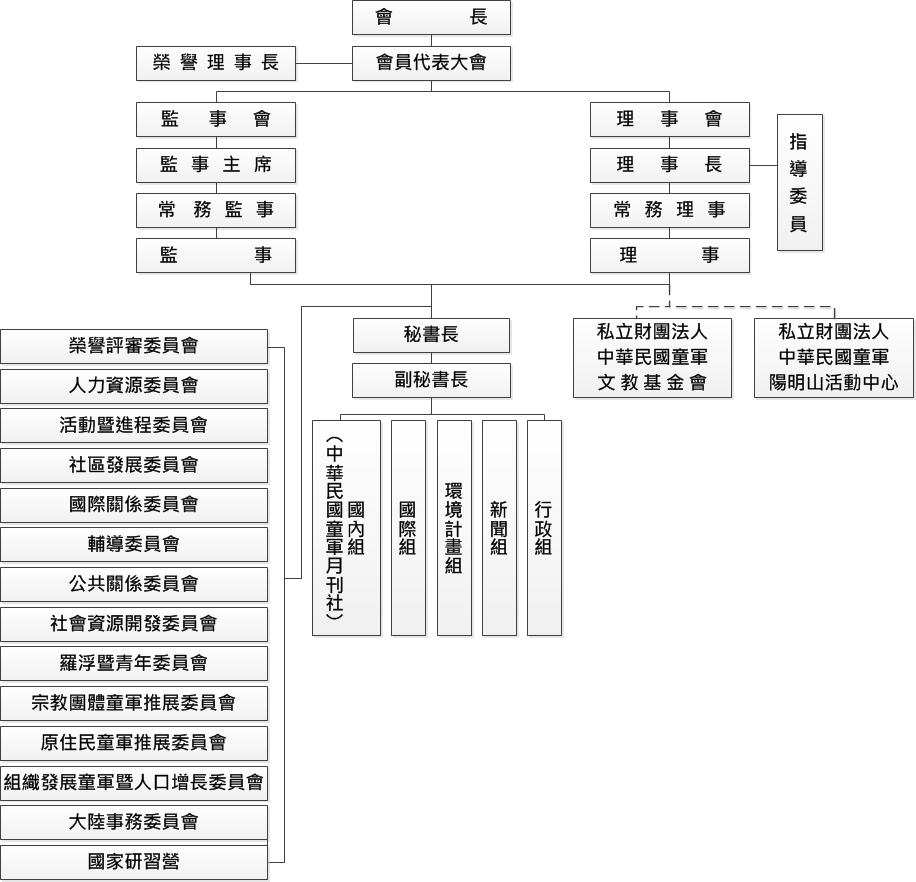
中華民國童軍總會組織圖

### 地方童軍機構
目前中華民國童軍將所轄的範圍，先將有直轄市背景的臺北市和高雄市以及金門縣的童軍會，由總會直接管轄；其餘各縣市的童軍會，由總會所轄的臺灣省童軍會直接管理。2010年臺中縣市、臺南縣市與高雄縣市合併升格為直轄市，其所涉縣市童軍會仍暫時分開運作，直到所轄童軍團團次重整後再行合併。2014年桃園縣升格為直轄市，「桃園縣童軍會」升格更名為「桃園市童軍會」。
原本這些童軍會都是以縣市名稱加上中國童子軍會作為其正式名稱；後已修改章程，改成以縣市名稱加上童軍會為正式名稱。

## 童軍理念與象徵

### 諾言
| 稚齡童軍 我愛自己，我愛大家。 |  | 幼童軍 我願盡力；愛國家，守規律。 |  | 童軍以上 憑我的榮譽，我願盡力遵守童軍規律，終身奉行下列三事： 第一：敬天樂群，做一個堂堂正正的好國民。 第二：隨時隨地扶助他人，服務社會。 第三：力求自己智識、品德、體格之健全。 |

### 規律
| 稚齡童軍 愛乾淨，有禮貌。 |  | 幼童軍 服從長上，幫助他人，不說謊話，不怕困難。 |  | 童軍以上 1. 誠實：為人之道，首在誠實；無論做事、說話、居心，均須真實不欺。 2. 忠孝：對國家須盡忠，對父母應盡孝。 3. 助人：盡己之力，扶助他人，每日至少行一善事，不受酬，不居功。 4. 仁愛：待朋友須親愛，待眾人須和善；對生命要尊重，對社會要關心，對大自然要維護。 5. 禮節：對人須有禮貌；凡應對進退，圴應合乎規矩。 6. 公平：明事理、辨是非，待人公正，處事和平。 7. 負責：信守承諾，克盡職責，遵守團體紀律，服從國家法令。 8. 快樂：心常愉快，時露笑容；無論遇何困難，圴應處之泰然。 9. 勤儉：好學力行，刻苦耐勞，不浪費時間，不妄用金錢。 10. 勇敢：義所當為，毅然為之；不為利誘，不為威屈，成敗在所不計。 11. 整潔：身體、服裝、住所、用具須整齊清潔；言語須謹慎，心地須光明。 12. 公德：愛惜公物，重視環保，勿因個人便利，妨害他人。 |

### 童軍銘言
準備、日行一善、人生以服務為目的。

### 幼童軍吼聲
阿克拉 我願盡力，dyb、dyb、dyb、dyb，dob、dob，守規律。

### 中華民國童軍徽

中華民國童軍徽

| 徽章特徵           | 意涵                                                                                 |
| ------------------ | ------------------------------------------------------------------------------------ |
| 徽章的尖端         | 象徵航針，指示童軍應朝著正確的方向，努力向前、向善、向上                             |
| 兩旁傾斜及兩顆明星 | 表示童軍的一雙明亮的眼睛，能明辨是非，追求智慧與真理，達到完美的境地，以達健全之品格 |
| 徽章的外形         | 象徵一朵純潔與和平的百合花                                                           |
| 花的三瓣           | 代表三條諾言                                                                         |
| 中間的青天白日國徽 | 代表屬於中華民國                                                                     |
| 國徽下方束帶       | 提醒童軍應力行自己的諾言，不能鬆懈                                                   |
| 徽章的下半部捲帶   | 類似笑口常開的嘴型，稱為「笑口帶」，表示童軍是快樂的                                 |
| 智仁勇三字         | 顯示童軍應有「智慧、仁俠和勇敢」的精神                                               |
| 捲帶下的繩結       | 稱為「日行一善結」，象徵童軍的日行一善                                               |

### 《中華民國童軍歌》
本曲原稱《中國童子軍歌》，戴季陶作詞，杜庭修作曲。由於戴季陶於1949年過世，因此原始歌詞於1999年在中華民國境內已進入公有領域。其歌詞為：

中國童子軍，童子軍，童子軍！

我們、我們、我們是三民主義的少年兵！

年紀雖小志氣真，獻此身，獻此心，獻此力，為人群。

忠孝仁爱，信義和平，充實我們行動的精神；

大家團結向前進，前進！前進！

青天高，白日明。

其後，總會於1994年將歌詞第二行改為「我們、我們、我們是中華民族的新生命」。
2009年，因應總會會名更改，將其歌詞首行的「中國童子軍，童子軍，童子軍」改為「中華童軍，童軍，童軍」，並將歌曲名稱改為《中華民國童軍歌》。目前前兩行之內容為：

中華童軍，童軍，童軍！

我們、我們、我們是中華民族的新生命！

其餘部分不變。

## 外部連結
- 中華民國童軍總會（页面存档备份，存于）